# Acorypha glaucopsis
Acorypha glaucopsis är en insektsart som först beskrevs av Francis Walker 1870.
Acorypha glaucopsis ingår i släktet Acorypha och familjen gräshoppor. Inga underarter finns listade i Catalogue of Life.